# Berlin-Hellersdorf
Hellersdorf ist ein Ortsteil im Berliner Bezirk Marzahn-Hellersdorf. Bis zur Verwaltungsreform 2001 bestand seit 1986 der Bezirk Hellersdorf. Der Ortsteil entstand aus dem Projekt einer Großwohnsiedlung in Plattenbauweise durch Ausgliederung aus dem damaligen Stadtbezirk Marzahn. Zum ehemaligen Bezirk Hellersdorf gehörten die Ortsteile Kaulsdorf, Mahlsdorf und der namensgebende Ortsteil Hellersdorf.

## Geographie
Hellersdorf liegt im Nordosten des Bezirks Marzahn-Hellersdorf und damit an der östlichen Landesgrenze Berlins zu Brandenburg. Die Wuhle bildet die westliche Stadtteilgrenze. Der Hellersdorfer Graben durchfließt eine Kette von Parks in Hellersdorf (Kienbergpark, Regine-Hildebrandt-Park) und mündet in die Wuhle. An der nördlichen Stadtteilgrenze liegen die Hönower Weiherkette (südlich der Berliner Straße) und der Teupitzer Park (südlich der Landsberger Chaussee).

## Geschichte

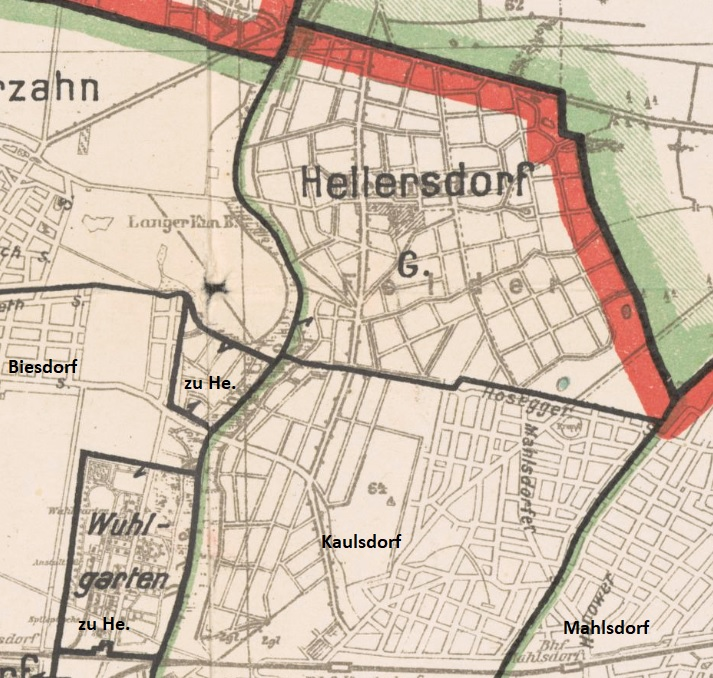
Der Gutsbezirk Hellersdorf mit seinen Exklaven, Stand 1919

### Von der Ersterwähnung bis zum 19.Jahrhundert
Hellersdorf wurde wie viele andere Dörfer der Umgebung Berlins erstmals urkundlich im Landbuch Kaiser Karls IV. von 1375 erwähnt. Es trug den Namen „Helwichstorpp“, umfasste 25 Hufen und gehörte den Brüdern Dirike. Diese besaßen auch einen neun Hufen großen Ritterhof, der Pfarrer verfügte über drei freie Hufen (Wedemhof). Neben dem aufgeführten Krug arbeitete zu dieser Zeit bereits eine Mühle in der Barnim-Ortschaft. Das ebenfalls im Landbuch auftauchende Hellwichstorf war der Burg Köpenick unterstellt, lag zu diesem Zeitpunkt aber „wüst“, war also unbesiedelt.
In den Urkunden des 15. und 16. Jahrhunderts, erstmals 1416, wurde auch das zweite Hellersdorf als „wuste dorff helwerstorff“ bezeichnet. Nachdem 1618 der brandenburgische Kanzler Johann von Löben Hellersdorf gekauft und seinem Gutsbezirk Blumberg angegliedert hatte, wurde nach dem Besitzerwechsel des Ortes Blumberg (und somit auch Hellersdorfs) an den Grafen Friedrich Ludwig von Arnim 1836 das Dorf zu einem Rittergut ausgebaut.
Im Jahr 1886 erwarb die Stadt Berlin das Gut Hellersdorf und legte östlich der Wuhle Rieselfelder an. Außerdem ließ der Berliner Magistrat auf einer Exklave des Gutsbezirks Hellersdorf die Anstalt für Epileptische Wuhlgarten zur Unterbringung und Pflege chronisch Kranker hier errichten.

### Nach 1920

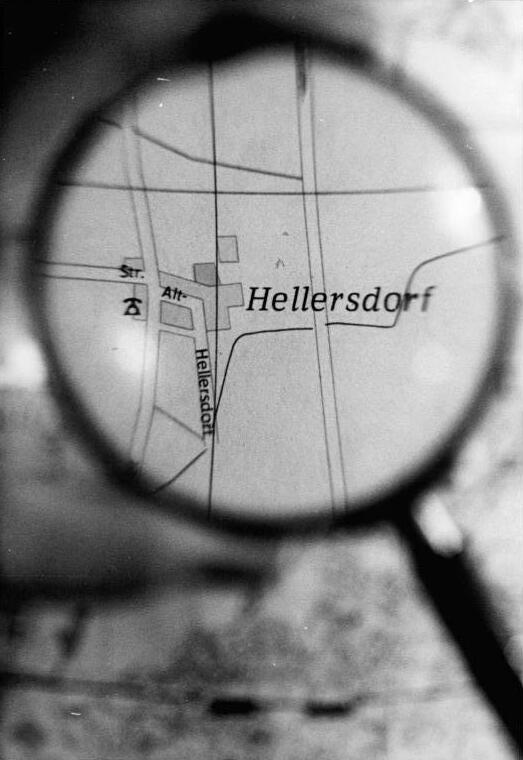
Hellersdorf, 1984

Mit der Bildung von Groß-Berlin wurde der Gutsbezirk Hellersdorf 1920 eingemeindet und Teil des neuen Bezirks Lichtenberg. Seine Exklaven kamen zum Ortsteil Biesdorf. Nach dem Zweiten Weltkrieg gehörte Hellersdorf ab 1945 zum sowjetischen Sektor Berlins. 1979 wurde es Teil des neu gegründeten Stadtbezirks Marzahn und im Rahmen der Entstehung des Neubaugebietes 1986 Namensgeber des damals neuen Stadtbezirks Hellersdorf.

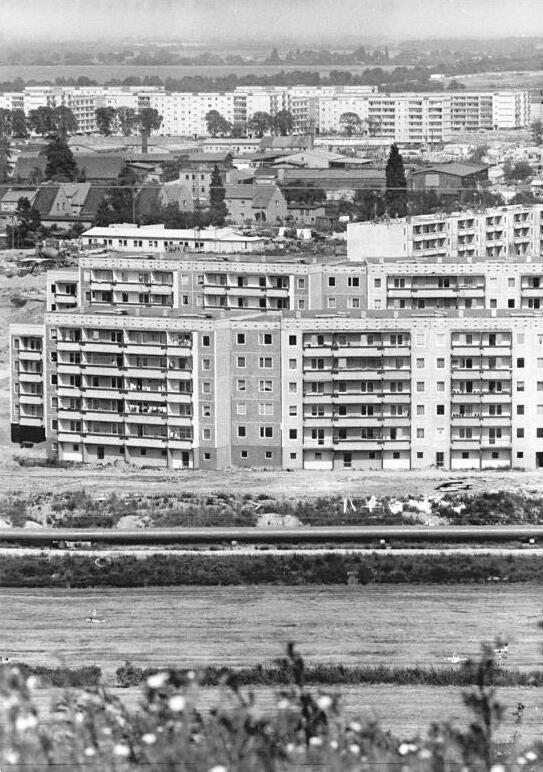
Wohnungsbau, 1986

1985 begann auf dem Gebiet ehemaliger Rieselfelder der Bau einer neuen Großwohnsiedlung. Die U-Bahn-Verbindung ins Stadtzentrum wurde 1989 in Betrieb genommen. Es wurden auch Flächen bebaut, die eigentlich zur Gemeinde Hönow im Bezirk Frankfurt (Oder) gehörten und damit außerhalb der Stadtgrenze lagen, nämlich die Wohngebiete beiderseits der heutigen Louis-Lewin-Straße. Aufgrund des Viermächteabkommens über Berlin war es nicht möglich, die Stadtgrenze zu verschieben. Daher blieben diese Gebiete formal weiterhin Hönow zugehörig. Die Ver- und Entsorgung (Strom, Wasser, Post) erfolgten allerdings von Berlin aus. Im Zuge der Vereinigung beider Stadthälften im Jahr 1990 wurde die Stadtgrenze offiziell nach Osten in ihre heutige Lage verschwenkt. Der südlich der Neuen Grottkauer Straße gelegene Teil der Großwohnsiedlung rund um die U-Bahnhöfe Kienberg (Gärten der Welt) und Kaulsdorf-Nord entstand auf Gebiet, das ursprünglich zu Kaulsdorf gehörte.
Als zweitgrößtes Bauprojekt Berlins wurde am 11. September 1997 das Ortsteilzentrum Helle Mitte fertiggestellt und feierlich eröffnet. Es gilt seit den 2010er Jahren als urbanes Zentrum von Hellersdorf.
Im Rahmen der Berliner Bezirksreform wurde 2001 die Herauslösung der Ortsteile Hellersdorf, Kaulsdorf und Mahlsdorf aus dem 1979 entstandenen Bezirk Marzahn rückgängig gemacht. Der neue Bezirk erhielt den Namen „Marzahn-Hellersdorf“.
Auf dem Gelände des ehemaligen Stadtgutes und umliegenden Flächen wurde durch das kommunale Wohnungsunternehmen Gesobau bis 2023 das Quartier Stadtgut Hellersdorf  mit etwa 1500 Wohnungen errichtet. Entlang der Zossener Straße und der Kastanienallee entstanden Wohnhäuser. Die denkmalgeschützten Gebäude des Gutes und die historische Wohnbebauung werden saniert. Durch Um- und Neubauten sollen 7000–9000 m² Gewerbeflächen zur Verfügung stehen. Ein neues Zentrum für den Ortsteil mit Gastronomie und kulturellen Einrichtungen ist vorgesehen.

## Bevölkerung
| Jahr | Einwohner |
| ---- | --------- |
| 1858 | 0131      |
| 1871 | 0139      |
| 1880 | 0131      |
| 1890 | 0099      |
| 1900 | 1413      |
| 1905 | 017901)   |
| 1910 | 1782      |
| 1919 | 1331      |

1) darunter 1573 in Wuhlgarten
Ortsteil Hellersdorf seit 1991

| Jahr | Einwohner |
| ---- | --------- |
| 1991 | 101.188   |
| 1995 | 107.418   |
| 2000 | 083.801   |
| 2007 | 073.312   |
| 2010 | 073.227   |
| 2015 | 079.013   |

| Jahr | Einwohner |
| ---- | --------- |
| 2020 | 84.103    |
| 2021 | 85.514    |
| 2022 | 89.130    |
| 2023 | 92.913    |
| 2024 | 93.512    |

Quelle: Statistischer Bericht A I 5. Einwohnerregisterstatistik Berlin. Bestand – Grunddaten. 31. Dezember. Amt für Statistik Berlin-Brandenburg (jeweilige Jahre)

## Sehenswürdigkeiten

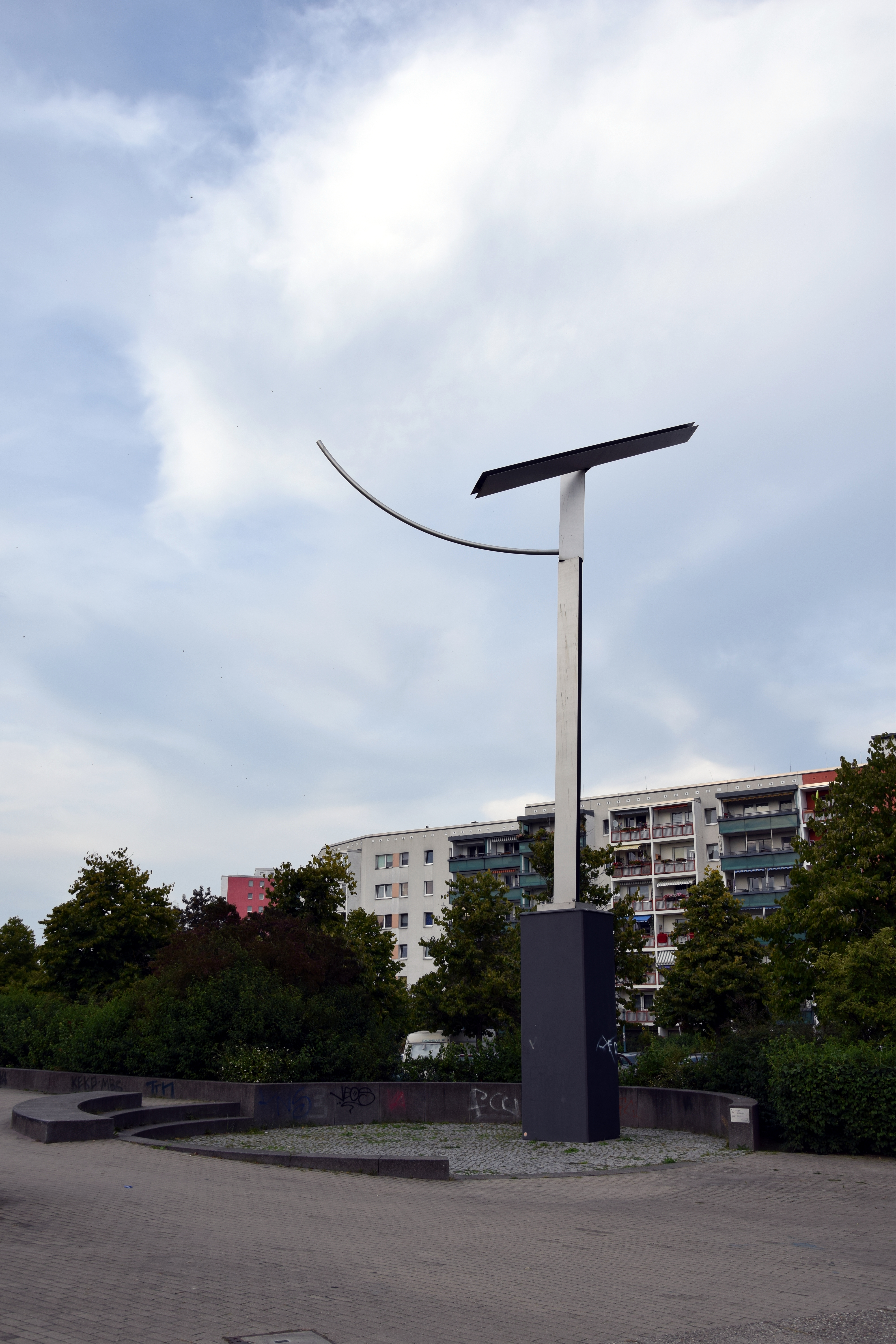
Windspiel

### Überblick
Hier wären die zahlreichen Parks zu erwähnen, insbesondere der Jelena-Šantić-Friedenspark, der anlässlich der Internationalen Gartenausstellung 2017 in den Kienbergpark im Ortsteil Marzahn einbezogen wurde. Zudem gibt es in Hellersdorf eine Vielzahl von Skulpturen, die vor allem aus den 1990er und frühen 2000er Jahren stammen. Die größte befindet sich an der Kreuzung von Hellersdorfer und Gülzower Straße und ist ein rund 18 m hohes Windspiel des Künstlers Rolf Lieberknecht. Das im Jahr 1995 eingeweihte Windspiel richtet sich entsprechend der Form der drei über Scharniere verbundenen Teile immer in Windrichtung aus. Das Werk markiert den südlichen Zugang zur Großsiedlung. (siehe Bild)

### Weitere Skulpturen (Auswahl)
- Stelenfeld: Acht Edelstahl-Stelen des Künstlers Rafael Hohlfeld markieren den Standort der ersten Dorfkirche von Hellerstorp, um den sich im 13. Jahrhundert die erste menschliche Ansiedlung entwickelte, 2006.[10]
- Wandbild ohne Namen von Gunda Förster an einem Wohnhaus Gülzower Straße 102, 1996, aus lichtreflektierender Farbe[10]
- Balanceakt von Hubertus von der Goltz, 1997, auf den Hochhäusern der Eisenacher Straße 61 und 63
- Sprühtürme / Die Begegnung, auf dem Cecilienplatz, 1995, von Barbara Hanke (Landschaftsarchitektin) und Kai-Uwe Dräger (Bildhauer)[10]
- Skulptur ohne Namen von Amilcar de Castro, Corten, 1998, an der Neuen Grottkauer Straße 38[10]
- Eisenholzstämme von Elisa Bracher, senkrecht aufgestelltes brasilianisches Eisenholz, 2000, aufgestellt 2006 vor dem Hellersdorfer Corso / Neue Grottkauer Straße / Peter-Edel-Straße[10]

## Verkehr

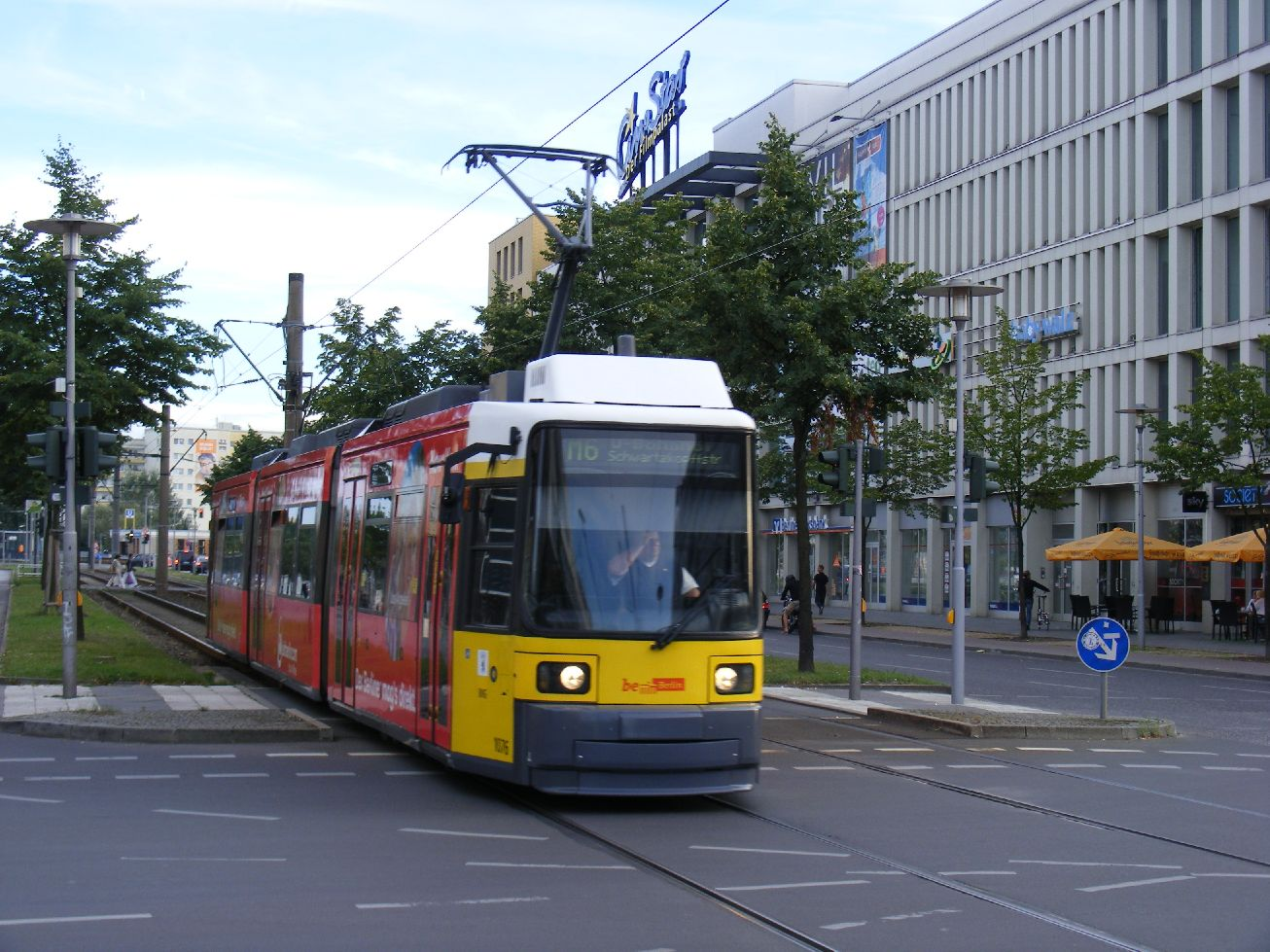
Straßenbahnlinie M6 in der Stendaler Straße

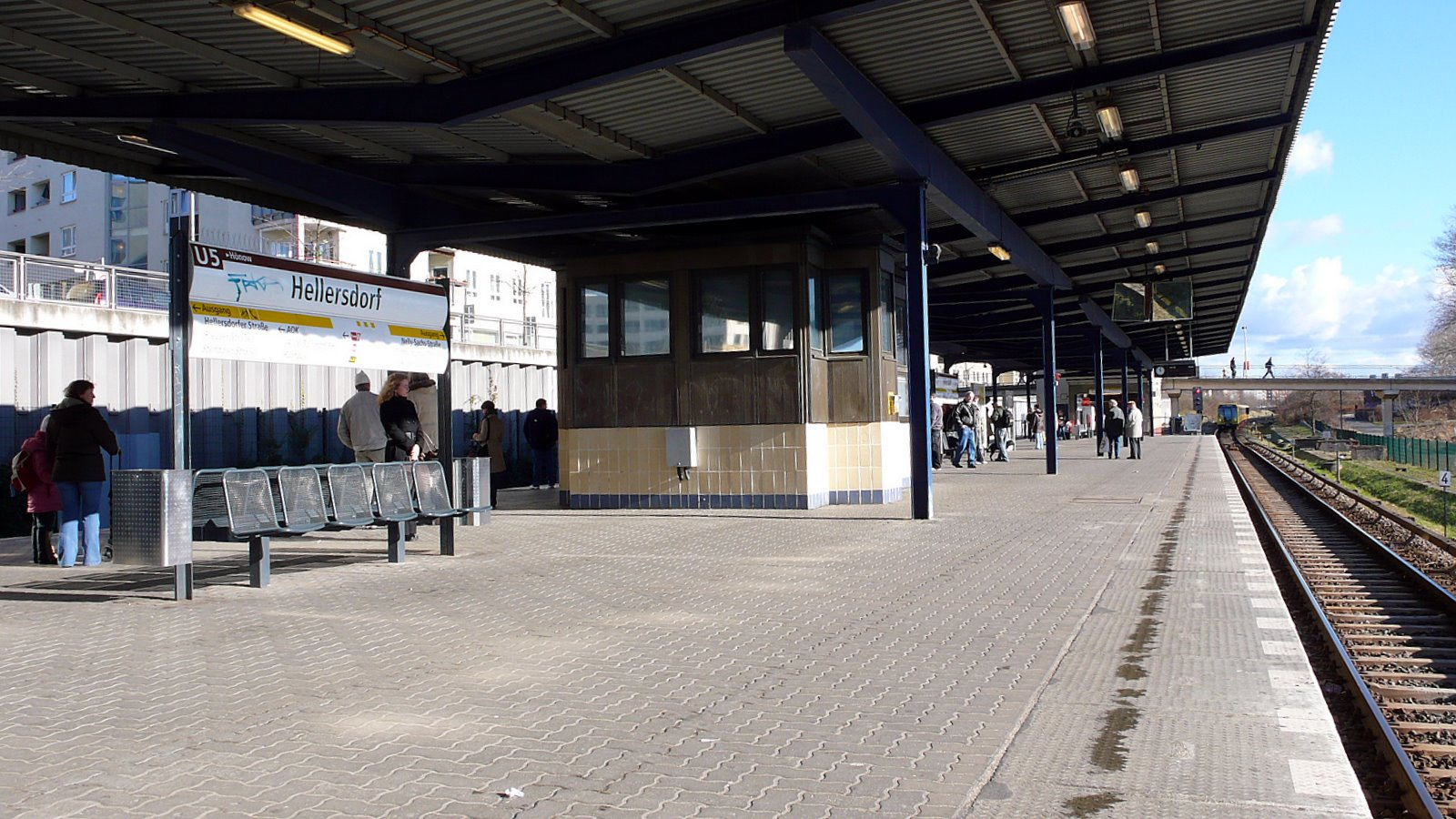
U-Bahnhof Hellersdorf (Linie U5)

### Öffentlicher Personennahverkehr
Die Großwohnsiedlung ist durch die Linie U5 (Hauptbahnhof – Hönow) der U-Bahn mit sieben Bahnhöfen an das Berliner Verkehrsnetz angeschlossen.
Am S- und U-Bahnhof Wuhletal halten auch die Züge der S-Bahn-Linie S5 (Westkreuz – Strausberg Nord).
Die Straßenbahnlinien M6 und 18 durchqueren das nördliche und östliche Gebiet des Ortsteils. Weiterhin verkehren mehrere Omnibuslinien.

### Individualverkehr
Am nördlichen Rand von Hellersdorf verläuft in West-Ost-Richtung die Landsberger Allee, die sich als Landsberger Chaussee fortsetzt. Der Straßenzug Stendaler Straße – Riesaer Straße erschließt den Ortsteil in Nord–Südost-Richtung, der Straßenzug Hellersdorfer Straße – Gülzower Straße verbindet das Zentrum von Hellersdorf mit dem S- und U-Bahnhof Wuhletal an der Ortsteilgrenze zu Biesdorf.
Für Radfahrer gibt es entlang einiger Straßen gesonderte Radfahrstreifen, beispielsweise in der Eisenacher Straße.

## Bildung, Kultur und Sport

### Schulen
Mit dem Zuzug vieler junger Familien kamen auch zahlreiche Kinder nach Hellersdorf. Zwischen den Wohnbauten entstanden für sie typisierte Kitas und Schulgebäude. Im Bereich Helle Mitte siedelten sich die Alice-Salomon-Hochschule sowie ein Oberstufenzentrum an.
Auswahl von Schulen im Ortsteil
- Grundschule Am Hollerbusch
- Schule Am Rosenhain
- Grundschule Am Schleipfuhl
- Beatrix-Potter-Grundschule
- Ernst-Haeckel-Schule
- Kolibri-Grundschule
- Konrad-Wachsmann-Schule
- Melanchthon-Gymnasium
- Sartre-Gymnasium

### Kultur
Das Kulturforum Hellersdorf in der Carola-Neher-Straße 1 ist die größte kommunale Kultureinrichtung des Ortsteils. Das Gebäude wurde 1992 eröffnet und ist Hauptstandort der Jugendkunstschule Marzahn-Hellersdorf und des Kinderopernhauses der Staatsoper Unter den Linden.

### Sport
In Hellersdorf gibt es zahlreiche Sportvereine und Sportanlagen. Überregionale Bedeutung besitzt der Athletik-Club Berlin, aus dem deutsche und Berliner Meister im Bereich Leichtathletik hervorgingen.
Eine weitere Anlage ist der Hellersdorfer Walkout am Cecilienplatz. Hier können Hobbysportler zwischen zwei Routen wählen und sportliche Aufgaben erfüllen, die überall in der näheren Umgebung auf kleinen blau-weißen Schildern verteilt sind. Die lässige Route ist rund 300 m lang und hat acht Stopps, während die flotte Route etwa 1100 m lang ist und vierzehn Stopps aufweist.

## Persönlichkeiten des Ortsteils
- Helios Mendiburu (1936–2024), ehemaliger Bezirksbürgermeister von Berlin-Friedrichshain, lebt in Hellersdorf
- Gerd Christian (* 1950), Schlagersänger, lebt in Hellersdorf
- Ronald M. Schernikau (1960–1991), Schriftsteller, lebte in Hellersdorf
- Alexander Reiser (* 1962), Journalist und Schriftsteller, lebt in Hellersdorf
- Ole Kreins (* 1979), Politiker (SPD), wuchs in Hellersdorf auf
- Cecilia Brækhus (* 1981), Boxerin, lebt in Hellersdorf